# Zygoballus suavis
Zygoballus suavis is een spinnensoort in de taxonomische indeling van de springspinnen (Salticidae).
Het dier behoort tot het geslacht Zygoballus. De wetenschappelijke naam van de soort werd voor het eerst geldig gepubliceerd in 1895 door Elizabeth Maria Gifford Peckham & George William Peckham.